# Vierschanzentournee 1979/80
Die 28. Vierschanzentournee 1979/80 war eine Station des Skisprung-Weltcups 1979/1980, die in Deutschland und Österreich zur Austragung kam. Die Tournee fand vom 30. Dezember 1979 bis zum 6. Januar 1980 auf den Schanzen in Oberstdorf und Garmisch-Partenkirchen (Deutschland) sowie in Innsbruck und Bischofshofen (Österreich) statt. Die Vierschanzentournee wurde von dem Österreicher Hubert Neuper vor drei Springern aus der DDR gewonnen.

## Modus
Bei der Tournee wurde nach einem neuen Modus verfahren. Zum zweiten Durchgang durften nur noch die besten 50 Springer des ersten Durchganges antreten und zudem schieden die Nichtplatzierten auch aus der Gesamtwertung der Tournee aus.

## Teilnehmer
| Nation             | Athleten |
| ------------------ | --- |
| BR Deutschland     | Peter Schwinghammer, Hans-Jürgen Eschrich, Hermann Weinbuch, Thomas Klauser, Albert Wursthorn, Peter Leitner, Hubert Schwarz, Thomas Prosser                                                                         |
| DDR                | Jochen Danneberg, Martin Weber, Harald Duschek, Falko Weißpflog, Klaus Ostwald, Manfred Deckert, Henry Glaß, Thomas Meisinger                                                                                        |
| Österreich         | Hans Millonig, Alois Lipburger, Claus Tuchscherer, Armin Kogler, Hubert Neuper, Hans Wallner, Alfred Groyer, Toni Innauer, Gebhard Aberer, Manfred Steiner, Willi Pürstl, Andreas Felder, Rupert Gürtler, Heinz Koch |
| Bulgarien          | Wladimir Brejtschew, Petar Dimitrow, Angel Stojanow, Walentin Boschkow |
| Finnland           | Jouko Törmänen, Kari Ylianttila, Jari Puikkonen, Pentti Kokkonen, Keijo Korhonen, Jari Pulkkinen, Kari Heinonen, Jari Larinto                                                                                        |
| Frankreich         | Patric Dubiez, Philippe Jacoberger, Bernard Moullier, Gérard Colin |
| Italien            | Ivano Wegher, Lido Tomasi, Massimo Rigoni |
| Japan              | Yūji Kawamura, Sakae Tsuruga, Hirokazu Yagi, Takafumi Kawabata, Masaru Nagaoka, Hiroyasu Aizawa, Masahiro Akimoto |
| Jugoslawien        | Marko Mlakar, Bogdan Norčič, Miran Tepeš, Ivo Zupan, Primož Ulaga, Brane Benedik, Vasja Bajc |
| Kanada             | Tauno Käyhkö, Ron Richards, Horst Bulau, Steve Collins |
| Norwegen           | Johan Sætre, Per Bergerud, Ulf Jørgensen, Roger Ruud, Dag Holmen-Jensen, Per Steinar Nordlien, Ole Bremseth, Tom Levorstad                                                                                           |
| Polen              | Stanisław Pawlusiak, Piotr Fijas, Stanisław Bobak, Andrzej Kowalski |
| Schweden           | Christer Karlsson, Jan Holmlund, Seppo Toivonen, Per Balkåsen, Anders Daun |
| Schweiz            | Hansjörg Sumi, Paul Egloff, Robert Mösching, Georges Jaquiery, Placide Schmidinger |
| Sowjetunion        | Alexei Borowitin, Juri Iwanow, Wladimir Tschernjajew, Waleri Sawin, Wladimir Wlassow, Sergei Saitschik, Anatoli Oparin, Pjotr Sunin                                                                                  |
| Spanien            | Thomas Cano, Ángel Janiquet |
| Tschechoslowakei   | Leoš Škoda, Ján Tánczos, Josef Samek, František Novák , Josef Brzuchanski |
| Ungarn             | László Fischer, Robert Fogarasi, Zoltán Kelemen, Gábor Gellér, Gyula Henyel, Miklos Lovas |
| Vereinigte Staaten | Jim Denney, John Broman, Chris McNeill |

## Austragungsorte

### Oberstdorf
- Datum: 30. Dezember 1979.
- Land:  BR Deutschland
- Schanze: Schattenbergschanze
- Schanzenrekord: 110,0 m  Toni Innauer (1975) und  Jochen Danneberg (1976)

Da der Probedurchgang nach 22 Springern wegen Neuschnees abgebrochen und nicht wiederholt wurde, wählte die Jury einen zu langen Anlauf für den ersten Durchgang. So kam es, dass der Schanzenrekord (110 m) einmal eingestellt und fünfmal überboten wurde. Die neue Rekordmarke von 113 m stellte der Österreicher Alfred Groyer auf, mit der er nach dem ersten Durchgang hinter seinen Landsmann Hubert Neuper auf dem zweiten Platz lag. Zum zweiten Durchgang wurde dann der Anlauf bis zur untersten Luke verkürzt. Jochen Danneberg, der nach dem ersten Durchgang auf den sechsten Platz lag, sicherte sich mit der zweitgrößten Weite von 107 m im zweiten Durchgang den Sieg des Auftaktspringens dieser Tournee.
| Pos. | Springer            | Punkte | Weite 1 | Weite 2 |
| ---- | ------------------- | ------ | ------- | ------- |
| 01   | Jochen Danneberg    | 248,2  | 111,0 m | 107,0 m |
| 02   | Hubert Neuper       | 243,5  | 112,0 m | 100,5 m |
| 03   | Alfred Groyer       | 241,8  | 113,0 m | 099,0 m |
| 04   | Keijo Korhonen      | 241,0  | 104,5 m | 108,0 m |
| 05   | Harald Duschek      | 239,0  | 108,0 m | 104,5 m |
| 06   | Takafumi Kawabata   | 235,2  | 111,0 m | 097,0 m |
| 07   | Klaus Ostwald       | 234,3  | 110,0 m | 099,5 m |
| 08   | Per Bergerud        | 233,1  | 104,0 m | 105,0 m |
| 08   | Wladimir Wlassow    | 233,1  | 112,0 m | 097,0 m |
| 10   | Martin Weber        | 232,7  | 105,0 m | 100,5 m |
| …    | …                   | …      | …       | …       |
| 18   | Falko Weißpflog     | 227,6  | 105,0 m | 099,0 m |
| 20   | Henry Glaß          | 223,1  | 104,0 m | 097,5 m |
| 24   | Hermann Weinbuch    | 220,2  | 104,0 m | 096,5 m |
| 28   | Manfred Deckert     | 217,2  | 102,0 m | 098,5 m |
| 39   | Peter Schwinghammer | 209,1  | 100,5 m | 093,5 m |
| 43   | Thomas Meisinger    | 203,7  | 099,0 m | 094,0 m |
| 44   | Hubert Schwarz      | 203,1  | 098,5 m | 093,0 m |
| 47   | Peter Leitner       | 200,1  | 099,5 m | 092,0 m |

### Garmisch-Partenkirchen
- Datum: 1. Januar 1980.
- Land:  BR Deutschland
- Schanze: Große Olympiaschanze
- Schanzenrekord: 101,0 m  Josef Samek (1979)

Nach seinem zweiten Platz beim Auftaktspringen in Oberstdorf sicherte sich der 19-jährige Österreicher Hubert Neuper bei besten Bedingungen das Neujahrsspringen in Garmisch-Partenkirchen. Im ersten Durchgang stand zwar der Finne Jari Puikkonen den weitesten Sprung, lag aber aufgrund der schlechteren Haltungsnoten hinter Neuper auf dem zweiten Platz. Bei längerem Anlauf kamen dann beide im zweiten Durchgang auf die gleiche Weite, was Neuper den Sieg bescherte. Der weiteste und zugleich einzige 100-m-Sprung gelang dem Japaner Hirokazu Yagi, was ihm noch den vierten Platz einbrachte. Auftaktsieger Jochen Danneberg verpasste zweimal den Absprung und landete auf dem 28. Platz.
| Pos. | Springer         | Punkte | Weite 1 | Weite 2  |
| ---- | ---------------- | ------ | ------- | -------- |
| 01   | Hubert Neuper    | 232,2  | 96,0 m  | 99,0 m   |
| 02   | Jari Puikkonen   | 230,4  | 96,5 m  | 99,0 m   |
| 03   | Johan Sætre      | 229,7  | 94,0 m  | 98,5 m   |
| 04   | Hirokazu Yagi    | 224,6  | 91,0 m  | 100,0 m0 |
| 05   | Alfred Groyer    | 224,3  | 94,0 m  | 97,5 m   |
| 06   | Stanisław Bobak  | 224,1  | 95,0 m  | 96,0 m   |
| 07   | Steve Collins    | 223,7  | 94,5 m  | 98,0 m   |
| 08   | Henry Glaß       | 223,6  | 94,0 m  | 97,0 m   |
| 09   | Pentti Kokkonen  | 221,4  | 92,5 m  | 98,0 m   |
| 10   | Wladimir Wlassow | 221,0  | 92,5 m  | 97,0 m   |
| 11   | Klaus Ostwald    | 220,1  | 93,0 m  | 98,0 m   |
| …    | …                | …      | …       | …        |
| 13   | Thomas Meisinger | 218,8  | 92,0 m  | 97,0 m   |
| 21   | Martin Weber     | 212,4  | 90,0 m  | 93,0 m   |
| 23   | Manfred Deckert  | 212,0  | 89,0 m  | 95,5 m   |
| 28   | Jochen Danneberg | 209,8  | 89,0 m  | 95,0 m   |
| 30   | Falko Weißpflog  | 208,9  | 90,0 m  | 93,0 m   |
| 34   | Harald Duschek   | 206,8  | 89,5 m  | 92,0 m   |

| Rang | Springer         | Punkte | Diff. |
| ---- | ---------------- | ------ | ----- |
| 01   | Hubert Neuper    | 475,7  | –     |
| 02   | Alfred Groyer    | 466,1  | 09,6  |
| 03   | Johan Sætre      | 462,1  | 13,6  |
| 04   | Jochen Danneberg | 458,0  | 17,7  |
| 05   | Hirokazu Yagi    | 455,4  | 20,3  |
| 06   | Klaus Ostwald    | 454,4  | 21,3  |
| 07   | Wladimir Wlassow | 452,1  | 23,6  |
| …    | …                | …      | …     |
| 10   | Henry Glaß       | 446,7  | 29,0  |
| 11   | Harald Duschek   | 445,8  | 29,9  |
| 12   | Martin Weber     | 445,1  | 30,6  |
| 15   | Falko Weißpflog  | 436,5  | 39,2  |
| 21   | Manfred Deckert  | 429,2  | 46,5  |
| 26   | Thomas Meisinger | 422,5  | 53,2  |

### Innsbruck
- Datum: 4. Januar 1980.
- Land:  Österreich
- Schanze: Bergiselschanze
- Schanzenrekord: 106,0 m  Falko Weißpflog (1978)

Nach dem ersten Durchgang lag der in der Gesamtwertung führende Hubert Neuper nach einem neuen Schanzenrekord von 107 m vor dem Schweizer Hansjörg Sumi und Klaus Ostwald auf dem ersten Platz. Der zweite Durchgang wurde nach zehn Springern erst einmal abgebrochen, um den Anlauf zu verkürzen. Neuper, der seine Spitzenposition aus dem ersten Durchgang vor Sumi verteidigen konnte, gewann sein zweites Springen bei dieser Tournee und baute seinen Vorsprung in der Gesamtwertung aus. Ostwald wurde noch aufgrund schlechterer Haltungsnoten von Henry Glaß und Jari Puikkonen auf den fünften Platz verwiesen.
| Pos. | Springer          | Punkte | Weite 1 | Weite 2 |
| ---- | ----------------- | ------ | ------- | ------- |
| 01   | Hubert Neuper     | 250,5  | 107,0 m | 102,0 m |
| 02   | Hansjörg Sumi     | 242,0  | 105,5 m | 101,0 m |
| 03   | Henry Glaß        | 239,0  | 100,0 m | 101,5 m |
| 04   | Jari Puikkonen    | 238,9  | 102,0 m | 100,5 m |
| 05   | Klaus Ostwald     | 238,7  | 103,5 m | 101,0 m |
| 06   | Martin Weber      | 237,2  | 103,0 m | 099,0 m |
| 07   | Roger Ruud        | 236,9  | 102,0 m | 103,0 m |
| 08   | Johan Sætre       | 232,5  | 102,0 m | 097,0 m |
| 09   | Claus Tuchscherer | 230,7  | 099,0 m | 098,0 m |
| 09   | Alexei Borowitin  | 230,7  | 099,5 m | 100,0 m |
| …    | …                 | …      | …       | …       |
| 16   | Harald Duschek    | 225,5  | 098,0 m | 098,5 m |
| 17   | Jochen Danneberg  | 224,4  | 100,0 m | 095,0 m |
| 18   | Manfred Deckert   | 224,3  | 099,0 m | 097,0 m |
| 21   | Falko Weißpflog   | 221,5  | 097,0 m | 097,0 m |
| 25   | Peter Leitner     | 216,6  | 098,0 m | 095,0 m |
| 43   | Thomas Meisinger  | 200,8  | 094,0 m | 089,5 m |
| 45   | Thomas Klauser    | 196,2  | 096,0 m | 086,0 m |

ausgeschieden nach dem 1. Durchgang
62.  Thomas Prosser, 75.  Peter Schwinghammer, 84.  Eschrich und 92.  Hermann Weinbuch
| Rang                                  | Springer         | Punkte | Diff. |
| ------------------------------------- | ---------------- | ------ | ----- |
| 01                                    | Hubert Neuper    | 726,2  | –     |
| 02                                    | Johan Sætre      | 694,6  | 031,6 |
| 03                                    | Klaus Ostwald    | 693,1  | 033,1 |
| 04                                    | Alfred Groyer    | 689,4  | 036,8 |
| 05                                    | Henry Glaß       | 685,7  | 040,5 |
| 06                                    | Hirokazu Yagi    | 684,6  | 041,6 |
| 07                                    | Jochen Danneberg | 682,4  | 043,8 |
| 08                                    | Martin Weber     | 682,3  | 043,9 |
| …                                     | …                | …      | …     |
| 11                                    | Harald Duschek   | 671,3  | 054,9 |
| 15                                    | Falko Weißpflog  | 658,0  | 068,2 |
| 16                                    | Manfred Deckert  | 653,5  | 072,7 |
| 26                                    | Thomas Meisinger | 623,3  | 102,9 |
| noch 30 Springer in der Gesamtwertung |                  |        |       |

### Bischofshofen
- Datum: 6. Januar 1980.
- Land:  Österreich
- Schanze: Paul-Außerleitner-Schanze
- Schanzenrekord: 108,0 m  Toni Innauer (1976)

Martin Weber führte das Feld nach dem weitesten Sprung im ersten Durchgang vor Henry Glaß und Hubert Neuper an. Wie schon in Innsbruck musste auch in Bischofshofen der zweite Durchgang erst einmal abgebrochen werden, um den Anlauf zu verkürzen. Danach genügte Weber mit 97 m ein solider Sprung zum Gewinn seines ersten Weltcupspringens. Auf den Plätzen folgten ihm Glaß und der Pole Piotr Fijas, der im zweiten Durchgang mit 101,5 m den weitesten Sprung stand. Hubert Neuper reichte ein zehnter Platz zum Gesamtsieg der Vierschanzentournee.
| Pos. | Springer         | Punkte | Weite 1 | Weite 2 |
| ---- | ---------------- | ------ | ------- | ------- |
| 01   | Martin Weber     | 230,4  | 102,0 m | 097,0 m |
| 02   | Henry Glaß       | 227,2  | 100,5 m | 098,0 m |
| 03   | Piotr Fijas      | 226,8  | 098,5 m | 101,5 m |
| 04   | Harald Duschek   | 225,7  | 098,5 m | 100,0 m |
| 05   | Manfred Deckert  | 220,7  | 099,5 m | 099,0 m |
| 06   | Thomas Meisinger | 220,1  | 097,5 m | 099,5 m |
| 07   | Jari Puikkonen   | 219,7  | 100,0 m | 093,5 m |
| 08   | Klaus Ostwald    | 219,2  | 098,0 m | 098,0 m |
| 09   | Alfred Groyer    | 214,6  | 095,5 m | 094,0 m |
| 10   | Hubert Neuper    | 213,9  | 097,5 m | 091,5 m |
| …    | …                | …      | …       | …       |
| 14   | Jochen Danneberg | 211,0  | 097,5 m | 090,5 m |
| 19   | Falko Weißpflog  | 202,2  | 094,0 m | 089,5 m |
| 24   | Thomas Klauser   | 198,6  | 091,5 m | 093,0 m |
| 32   | Peter Leitner    | 191,0  | 091,5 m | 089,0 m |

## Tournee-Endstand
Nach einem zweiten Platz beim Auftaktspringen in Oberstdorf und zwei Tagessiegen in Garmisch-Partenkirchen und Innsbruck reichte dem 19-jährigen Hubert Neuper ein zehnter Platz in Bischofshofen, um die 28. Vierschanzentournee mit klaren Vorsprung vor Henry Glaß, Martin Weber, Klaus Ostwald (alle aus der DDR) und seinem Landsmann Alfred Groyer zu gewinnen.
| Pos. | Springer         | Punkte |
| ---- | ---------------- | ------ |
| 01   | Hubert Neuper    | 940,1  |
| 02   | Henry Glaß       | 912,9  |
| 03   | Martin Weber     | 912,7  |
| 04   | Klaus Ostwald    | 912,3  |
| 05   | Alfred Groyer    | 904,0  |
| 06   | Harald Duschek   | 897,0  |
| 07   | Jochen Danneberg | 893,4  |
| 08   | Piotr Fijas      | 888,3  |
| 09   | Johan Sætre      | 885,2  |
| 10   | Wladimir Wlassow | 880,9  |
| 11   | Hansjörg Sumi    | 880,3  |
| 12   | Bogdan Norčič    | 880,2  |
| 13   | Manfred Deckert  | 874,2  |
| 14   | Robert Mösching  | 860,8  |
| 15   | Falko Weißpflog  | 860,2  |
| …    | …                | …      |
| 18   | Thomas Meisinger | 843,4  |
| 23   | Peter Leitner    | 819,7  |